# Aborto en Catar
El aborto en Catar es ilegal en la mayoría de los casos. Bajo el código penal de Catar, una mujer que realiza aborto autoinducido o que incita a un aborto, enfrenta una condena 5 años de cárcel. Las personas que le realizan un aborto a una mujer, pueden enfrentar 5 años de cárcel, y hasta 10 años de cárcel si este aborto es realizado sin el consentimiento de la madre.
Históricamente, el aborto era permitido por la sociedad catarí si el embarazo ponía en riesgo la vida de la madre. El código penal del país ratificó esa convención en 1971, legalizando el aborto bajo la única causal en donde el embarazo ponía en riesgo la vida de la madre. Además, una ley formalizada en 1983, establece que los abortos pueden realizarse en embarazos inferiores a los 4 meses de gestación, si el embarazo pusiera en riesgo la vida de la madre, o si había evidencias de que el niño poseía deficiencias físicas o mentales intratables; este aborto debe de tener el consentimiento de los padres de la paciente.
Los abortos deben ser recomendados en primera instancia por una comisión médica, conformada por 3 especialistas antes de que pueda realizarse. Por ley, los abortos deben de realizarse en hospitales públicos.
La mayoría de abortos llevados a cabo por los cataríes, se realizan más en el país que en el extranjero. Los abortos en Catar son a veces realizados por mujeres que quedaron embarazadas fuera del matrimonio, hecho que es considerado ilegal al tener un hijo fuera del matrimonio, por lo que se decide la realización del aborto.